# Joli Joli
Pour plus de détails, voir Fiche technique et Distribution.
Joli Joli est une comédie musicale française réalisée par Diastème et sortie en 2024,.

## Synopsis
Elias Combes, écrivain en manque d'inspiration et d'argent, rencontre Léonore Alister, actrice en haut de l'affiche, lors de la Saint-Sylvestre. Elle le quitte le lendemain matin, mais ils se retrouveront bientôt sur un plateau de cinéma à Cinecittà.

## Fiche technique
Sauf indication contraire, les informations mentionnées dans cette section peuvent être confirmées par les bases de données cinématographiques IMDb, Allociné et Unifrance,  présentes dans la section « Liens externes ».
- Titre original : Joli Joli
- Réalisation : Diastème
- Scénario : Diastème et Alex Beaupain
- Musique : Alex Beaupain et Valentine Duteil
- Décors : Chloé Cambournac
- Costumes : Alexandra Charles
- Photographie : Philippe Guilbert
- Son : Armance Durix, Thomas Lefèvre, Agnès Ravez et Thierry Delor
- Montage : Chantal Hymans
- Production : Mathieu Ageron, Maxime Delauney et Romain Brosseau
  - Coproduction : Alexis Loizon, Bruno Amic et Patrick Raoux
- Sociétés de production : Ice Films, Nolita Cinema, Hors Champs, Les Canards Sauvages, Ugo&Play et Marcel Films
- Sociétés de distribution : Haut et Court et Ginger & Fed
- Pays de production :  France
- Langue originale : français
- Format : couleur
- Genre : Comédie musicale
- Durée : 116 minutes
- Dates de sortie :
  - France : 7 octobre 2024 (Saint-Jean-de-Luz) ; 25 décembre 2024 (sortie nationale)

## Distribution
- Clara Luciani : Léonore Alister, l'actrice montante
- William Lebghil : Élias Combes, l'écrivain fauché
- Laura Felpin : Myrette, femme de ménage d'Élias, puis assistante de Léonore
- José Garcia : Klaus, le producteur
- Grégoire Ludig : Gabriel Faure, le metteur en scène
- Vincent Dedienne : Sacha Loyaco, l'acteur
- Victor Belmondo : Blaise, l'ingénieur du son
- Thomas VDB : l'huissier
- Jeanne Rosa : Alice, l’infirmière
- Anne Serra : Anna
- Carolina Jurczak : Caroline
- Alexis Moncorgé : l'assistant-réalisateur
- Jean-Jacques Vanier : l'exploitant de salle de cinéma
- Alban Lenoir : le journaliste de TF1
- Frédéric Andrau : le caméraman
- Bertrand Combe : le preneur de son
- Grégori Baquet : un éboueur
- Christophe Héraut : un éboueur
- Antoine Bienvenu : un éboueur

## Bande originale
La bande originale comporte 23 morceaux composés par Alex Beaupain, Valentine Duteil et Diastème. Elle comporte deux titres préexistants : L'amour est enfant de bohème (Georges Bizet) interprété par La Grande Sophie et Indicatif Jean Mineur (René Cloërec) par Quatuor Leonis.

### Liste des titres
1. Générique début - Alex Beaupain (2:15)
2. Nul - William Lebghil (2:56)
3. La chanson des éboueurs - Laura Felpin, Grégori Baquet, Christophe Héraut, Antoine Bienvenu (3:06)
4. Joli Joli - William Lebghil, Laura Felpin, Clara Luciani (3:58)
5. Toute personne - Thomas VDB (3:10)
6. Pour qu'elle m'aime - José Garcia (3:37)
7. Bossa Joli Joli - Valentine Duteil (2:24)
8. Cinecittà - Grégoire Ludig (1:29)
9. C'est bête mais c'est humain - William Lebghil, Laura Felpin, Clara Luciani (3:36)
10. Flashback - Alex Beaupain (1:26)
11. La chanson de Sacha - Vincent Dedienne, Clara Luciani (3:08)
12. Le cœur net - José Garcia, Clara Luciani, Anne Serra, Grégoire Ludig, Vincent Dedienne, Carolina Jurczak (5:05)
13. Oh boy - Jeanne Rosa (3:30)
14. À quoi ça joue les comédiennes - William Lebghil (1:45)
15. Je ne sais pas - Laura Felpin, Grégoire Ludig, Victor Belmondo (3:40)
16. Nul reprise - William Lebghil, Laura Felpin (2:11)
17. Miséricorde - Alex Beaupain, Clara Luciani (3:00)
18. Qu'en-dira-t-on - Grégoire Ludig, Anne Serra, Vincent Dedienne, Carolina Jurczak (2:02)
19. Je rate tout - Laura Felpin (2:35)
20. Pardon - William Lebghil, Clara Luciani (2:47)
21. Carmen - La Grande Sophie (2:23)
22. Final Joli Joli - William Lebghil, Clara Luciani, José Garcia, Anne Serra, Grégoire Ludig, Vincent Dedienne, Laura Felpin, Carolina Jurczak, Victor Belmondo (4:05)
23. Générique fin - Alex Beaupain (3:56)

## Production
Le projet du film a été écrit une dizaine d'années avant sa sortie dans les salles.